# Accadi

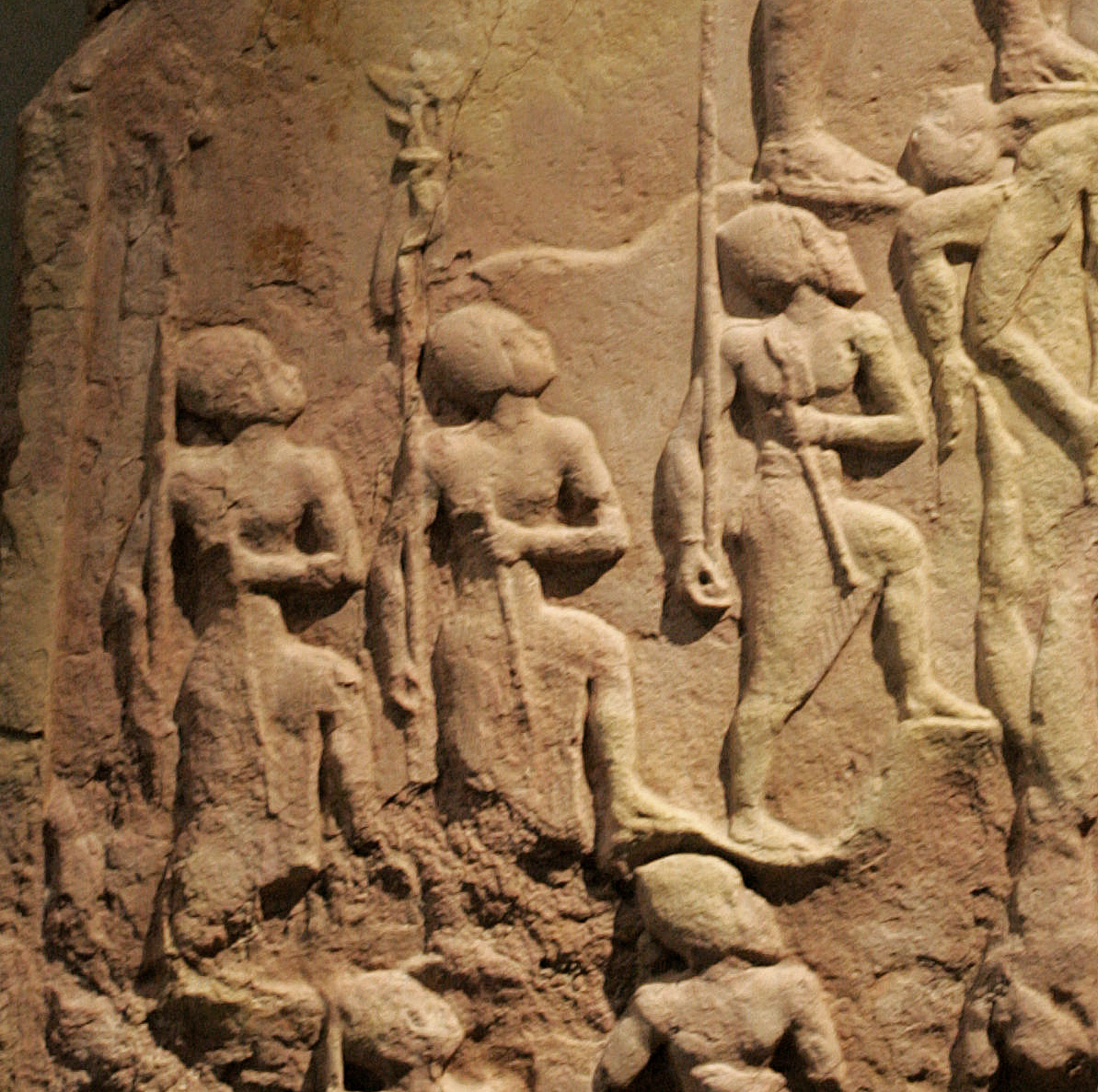
Soldati dell'Impero accadico sulla Stele di Naram-Sin, intorno al 2250 a.C.

Gli Accadi  furono un'antica popolazione semitica dell'età del bronzo antico vicino-orientale.
Erano presenti in Mesopotamia fin dal Proto-Dinastico II e III (2750-2350 a.C., secondo la cronologia media), soprattutto nella Media Mesopotamia (che in futuro prenderà il nome di Akkad).
Gli Accadi erano una popolazione nomade, proveniente, secondo la tradizione, dal deserto siro-arabico: si tratta della prima popolazione semita giunta ad offrire documentazione testuale (insieme alle tavolette di Ebla, in lingua eblaita).
Intorno al 2350 a.C., Sargon, fondatore della dinastia, pose le basi per un impero (il cosiddetto Impero di Akkad), esteso alla Mesopotamia e a parte della Siria e dell'Asia Minore. Nel 2200 a.C., però, venne invaso dai Gutei: ciò portò ad una rinascita sumerica.

## Il rapporto con i Sumeri
Gli Accadi, che prendono il nome dalla capitale Akkad, fondata dal primo rappresentante della dinastia accadica, Sargon, rappresentano la vistosa manifestazione storica di un fenomeno di lungo periodo, cioè la "coabitazione", in ambito mesopotamico, di popolazioni semite con la civiltà sumera, coabitazione che risale almeno al IV millennio a.C. È anche possibile che i Sumeri, nell'ipotesi che siano "giunti" in Mesopotamia da una sede diversa, abbiano trovato in loco popolazioni "camitosemitiche". Esiste, dunque, una sorta di "problema sumero" per l'interpretazione di questi rapporti: resta che con l'emergere politico di Akkad si ha una decisa esposizione documentale dell'elemento semitico; il suo prevalere geopolitico avrà presumibilmente corrisposto ad una preminenza demografica, che nel corso del tempo determinerà la sparizione o assorbimento dell'elemento sumerico (che pure, per lungo tempo, resterà prevalente nella Bassa Mesopotamia). In conclusione, si può affermare che l'emergere degli Accadi e dell'Impero di Akkad in Mesopotamia non va attribuito, come pure è stato fatto in passato, ad una migrazione di massa: non esisté alcun "conflitto interetnico" Semiti-Sumeri in Mesopotamia: i Semiti erano presenti, come detto, fin dal Proto-Dinastico, né è possibile indicare precisamente le civiltà di Ubaid e di Uruk come espressione dell'ethnos sumero; non solo questo, ma nei conflitti tra le varie città-stato sumere, la composizione etnica non aveva affatto un ruolo determinante.

## Sovrani dell'Impero di Akkad
- Sargon
- Rimush
- Manishtushu
- Naram-Sin
- Shar-kali-sharri
- Dudu
- Shu-durul

### Sargon
Il primo re e fondatore del popolo degli Accadi fu Sargon. Le sue origini sono avvolte nella leggenda: sarebbe stato abbandonato dalla madre in un fiume (similmente a Mosè) e salvato dalla dea Ishtar. Da giovane sarebbe stato coppiere reale nella città di Kish; condusse poi delle campagne militari, conquistando la Siria e il Mediterraneo, comandando "sopra le quattro parti del mondo". Si narrava che il suo potere risiedesse nella fedeltà dell'esercito, "5400 uomini che banchettavano e bevevano alla sua stessa mensa".

### Naram-Sin
Naram-Sin fu uno dei successori di Sargon (suo nipote). È famoso per aver esteso ulteriormente i confini dell'impero. Fu lui (o forse Sargon) a distruggere la città di Ebla, in Siria, intorno al 2300 a.C.